# Emel Emin
Emel Emin (ur. 12 grudnia 1938 w Bazardżiku) – rumuńska i krymskotatarska poetka, pedagog, turkolog, tłumaczka, jedna z pierwszych nauczycielek języka tureckiego z Rumunii. Członek Związku Pisarzy Rumuńskich i Instytutu Języka Tureckiego.

## Życiorys
Emel urodził się 12 grudnia 1938 r. w Bazardżiku (obecnie Dobricz) w Dobrudży w Królestwie Rumunii. Jej rodzinne miasto liczyło wówczas około 50-60 tysięcy mieszkańców, w skład których wchodzili Bułgarzy, Turcy, Grecy, Ormianie i Romowie. Rodzice byli nauczycielami. Po ukończeniu szkoły średniej rozpoczęła naukę w Wyższej Szkole Pedagogicznej w Sofii po ukończeniu której uzyskała uprawnienia do nauczania w szkole podstawowej. Po dwóch latach pracy w szkole w rodzinnym mieście studiowała turkologię na wydziale Orientalistyki na Uniwersytecie Sofijskim im. św. Klemensa z Ochrydy. Po otrzymaniu dyplomu w 1960 r. przez siedem lat pracowała w Dobriczu i Belogradet, obwód Warna. W 1967 r. przeniosła się do Konstancy w Rumunii, gdzie pracowała jako nauczyciel języka tureckiego. Była jednym z pierwszych nauczycieli tego języka w Rumunii. Tam też wyszła za mąż za Emina Atila. W 1991 r. została wykładowcą literatury tureckiej na Wydziale Literatury i Kolegium Nauczycielskim im. Mustafy Kemala Atatürka na Uniwersytecie „Ovidius” w Konstancy. Od 2000 r. jest członkiem Związku Pisarzy Rumuńskich Oddział Dobrudża. Jest członkiem Instytutu Języka Tureckiego.
Emel Emin zainteresowała się poezją w latach licealnych. W czasach studiów w Sofii przebywała w środowisku intelektualnym i poetyckim. Tam zaczęła pisać swoje pierwsze wiersze, w których wyrażała miłość do rodzinnej krainy, ukazywała świat kobiet, marzenia i uczucia macierzyńskie. Swoje pierwsze wiersze publikowała w czasopiśmie „Renkler/Culori” (Bukareszt), potem także w „Türk Dili/Limba Turcă” (Ankara), „Turnalar/Cocorii” (Izmir), „Cig” (Prizren); współpracuje z gazetami „Hakses” i „Karadeniz” (Konstanca). Publikuje artykuły promujące kulturę turecką oraz uczestniczy w sympozjach międzynarodowych, prezentując referaty z zakresu literatury tureckiej.
W 2010 r. Emin otrzymała nagrodę za wkład w kulturę turecką. Nagrodę wręczyli jej przedstawiciele rumuńskiej partii politycznej mniejszości etnicznej reprezentującej społeczność turecką Uniunea Democrată Turcă din România (UDMR): przewodniczący Osman Fedbi i zastępca Ibram Iusein.

## Wybrane dzieła
- Umut, 1995, Kırklareli
- Arzu, 1997, Bukareszt
- Hanımeli, 2002, Bukareszt
- Divan esintisi:Gazel ve dörtlükler, 2007, Konstanca